# Awtuw jezik
Awtuw jezik (autu, kamnum; ISO 639-3: kmn), papuanski jezik sepičke porodice, uže skupine ram, kojim govori 510 ljudi (2003 SIL) u Papui Novoj Gvineji, provincija Sandaun.
Srodan je jezicima karawa [xrw] i pouye [bye] s kojima čini jezičnu skupinu ram. Kamnum označava selo i narod sela koji govori jezikom awtuw.

## Vanjske poveznice
- Ethnologue (14th)
- Ethnologue (15th)